# هانز زيمر
هانز فلوريان زيمر (بالإنجليزية:  Hans Florian Zimmer)‏ (تُلفظ بالألمانية: [ˈhans ˈfloːʁi̯aːn ˈtsɪmɐ]  ( سماع)) هو مؤلف ومنتج موسيقي ألماني ولد يوم 12 سبتمبر 1957 في فرانكفورت.
اشتهر بعمله على الموسيقى التصويرية لعدة أفلام ناجحة، وحصل على جائزتي أوسكار، وأربع جوائز غرامي وثلاث جوائز بريت كلاسيكية وثلاث جوائز غولدن غلوب.
تميزت أعماله بإدخاله أصواتا من الموسيقى الإلكترونية على موسيقى الأوركسترا التقليدية.
بدأ العمل في وضع الموسيقى للأفلام في الثمانينات، وألف منذ ذلك الوقت الموسيقى لأكثر من 150 فيلما. من أبرز تلك الأفلام «الأسد الملك» (وحاز بسببها على جائزة أوسكار أفضل موسيقى تصويرية عام 1995)، «المد القرمزي»، «المصارع»، سلسلة أفلام «قراصنة الكاريبي»، ثلاثية «فارس الظلام»، «ازدراع»، «بين النجوم»، «دانكرك»، «بليد رانر 2049»، وفيلم «كثيب» عام 2021 (وحصل بسببه على جائزة أوسكار ثانية عام 2022).
أدرج اسمه في قائمة أهم مائة عبقري حي، والتي نشرتها مجلة «ذا ديلي تليغراف».
أمضى زيمر جزءا مبكرا من حياته المهنية في المملكة المتحدة، قبل انتقاله إلى الولايات المتحدة الأمريكية. ترأس قسم الموسيقى التصويرية في ستوديوهات دريم ووركس، وتعاون مع مؤلفين موسيقيين آخرين من خلال الشركة التي أنشأها «ريموت كونترول برودكشن» المعروفة سابقا باسم «ميديا فينتشرز».
ويقع الأستديو الخاص به في سانتا مونيكا في كاليفورنيا، وتوجد مجموعة كبيرة من الأجهزة الإلكترونية الموسيقية، والتي تستخدم في تسهيل وسرعة صناعة الموسيقى التصورية للأفلام.
عمل زيمر مع العديد من المخرجين أمثال ريدلي سكوت، رون هاوارد، غور فيربينسكي، مايكل باي، غاي ريتشي، كريستوفر نولان.   

## الطفولة
ولد زيمر في مدينة فرانكفورت، ألمانيا الغربية. عاش طفولته في حي كونيغشتاين - فالكينشتاين، بدأ يتعلم العزف على البيانو في المنزل في سن ثلاث سنوات، حيث كانت والدته موسيقية. وبدأ زيمر دراسته للبيانو، ولكن تجربته لم تستغرق سوى أسبوعين. حيث التحق بدورس بيانو منتظمة في هذه الفترة القصيرة، وتركها لأنه لم يكن يحب الانضباط في تلك الدروس المنتظمة. وبدا يعلم نفسه النظرية الموسيقى ة.
وقد قال في أحد حواراته: «لم أتدرب رسميا إلا لمدة أسبوعين من العزف على البيانو. وقد طردت من ثماني مدارس. لكني انضممت إلى فرقة موسيقية. أنا عصامي. لكنني دائمًا ما كنت أسمع الموسيقى في رأسي. وبما أنني من أبناء القرن العشرين، فقد كانت أجهزة الكمبيوتر مفيدة جدًا».
توفي والده وهو في سن السادسة، ووجد في اللجوء للموسيقى خلاصا روحيا له، والتي أصبحت أفضل صديق له. ففي مقابلة مع محطة التليفزيون الألمانية تسي دي إف عام 2006، علق قائلاً: «توفي والدي عندما كنت طفلاً صغيراً، وهربت بطريقة ما إلى الموسيقى وكانت الموسيقى هي صديقي المفضل».
التحق زيمر بمدرسة إيكول دومانيتي، وهي مدرسة داخلية دولية في كانتون برن في سويسرا. وخلال طفولته، تأثر بشدة بالموسيقى التصويرية التي ألفها الموسيقي الإيطالي إنيو موريكوني لأفلام مثل «حدث ذات مرة في أمريكا»، والتي ألهمته ليصبح مؤلفا موسيقيا للموسيقى التصويرية.
في خطاب له في مهرجان برلين السينمائي 1999، صرح زيمر بأنه يهودي، وتحدث عن نجاة أمه من الحرب العالمية الثانية بفضل هروبها من ألمانيا إلى إنجلترا في عام 1939.
في مقابلة مع موقع ماشابل في فبراير 2013، تحدث عن والديه قائلا: «كانت أمي تعشق الموسيقى وكانت تعمل موسيقية، بالأساس، في حين كان والدي مهندسًا ومخترعًا. لذلك نشأت وأنا أقوم بإدخال تعديلات على آلة البيانو، الأمر الذي جعل أمي تشهق في رعب، بينما كان والدي يعتقد أنه من الرائع أن أضيف المناشير وأشياء من هذا القبيل إلى البيانو، لأنه كان يعتقد أنه تطور في التكنولوجيا».

## مرحلة لندن
أصبح في سن المراهقة مهتما بالموسيقى الإلكترونية. غادر ألمانيا وانتقل إلى إنكلترا في سن الرابعة عشر في عام 1971. حيث التحق بمدرسة هيرتوود هاوس.
بدأ زيمر حياته المهنية بالعزف على لوحات المفاتيح وأجهزة السنتاسايزر في السبعينيات مع فرقة كراكاتوا. عمل مع فرقة ذا باغلز وهي فرقة تنتمي إلى ما يعرف بالموجة الجديدة، وتكونت في لندن عام 1977 من تريفور هورن وغيوف داونز وبروس وولي. ويظهر هانس في أحد الفيديويهات المصورة لتلك الفرقة لأغنية «الفيديو قتل نجم الراديو» في عام 1979.
وبعد أن ترك «ذا باغلز» انضم إلى الفرقة الإيطالية كريسما، وهي تنتمي أيضا إلى موسيقى الموجة الجديدة، وتشكلت في عام 1976 من ماوريتسو أرتشيري وكريستينا موزر. وشارك كعازف سانتيسايزر متميز في الألبوم الثالث لتلك الفرقة بعنوان «كاثود ماما».
وقد عمل أيضًا مع فرقة «هيلدن» (مع وارن كان من أولترافوس). ودعي زيمر للعزف على لوحة المفاتيح ووارن كان للعزف على الطبول في الفرقة الإسبانية «ميكانو»، لحضور عرض حي في سيغوفا في إسبانيا عام 1984. وقد أدرجت أغنيتان من ذلك الحفل في ألبوم «ميكانو: في الحفل» الذي أصدر في عام 1985 في إسبانيا فقط.
وفي عام 1985 شارك في ألبوم «نفط وذهب» لفرقة شريكباك.
في عام 1980 شارك في إنتاج أغنية منفردة بعنوان «تاريخ العالم الجزء الأول» مع فرقة البانك البريطانية «ذا دامد»، والتي تم تضمينها أيضًا في ألبوم عام 1980، بعنوان «الألبوم الأسود»، والذي حمل وصفا لمشاركته بأنها «إنتاج محسَّن من هانس زيمر».
أثناء إقامته في لندن، ألف زيمر ألحان إعلانية لشركة «إير إيدل أسوشيتيد». في الثمانينيات، دخل زيمر في شراكة مع ستانلي مايرز، وهو مؤلف موسيقى تصويرية غزير الإنتاج، ألف الموسيقى لأكثر من ستين فيلمًا. شارك زيمر ومايرز في تأسيس استوديو تسجيل «ليلي يارد» في لندن. عمل مايرز وزيمر معًا على دمج الصوت الأوركسترالي التقليدي مع الآلات الموسيقية الإلكترونية. ومن الأفلام التي عمل عليها زيمر ومايرز هي «إشراق القمر» (1982)، «النجاح هو أفضل انتقام» (1984)، «عدم أهمية» (1985)، و«غسالتي الجميلة» (1985). كانت أول موسيقى تصويرية يؤلفها زيمر بمفرده هي موسيقى فيلم «التعرض النهائي» للمخرج نيكو ماستوراكيس في عام 1987، ولحن أغانيه أيضا. عمل زيمر كمنتج لموسيقى فيلم «الإمبراطور الأخير» في عام 1987، والذي فاز بجائزة الأوسكار لأفضل موسيقى أصلية.
كان أحد أكثر أعمال زيمر ربحا خلال حياته في المملكة المتحدة هو الأغنية الرئيسية لبرنامج الألعاب التلفزيونية «السعي إلى الذهب»، والتي قام بتأليفها مع ساندي ماكليلاند في عام 1987. قال زيمر في مقابلة مع بي بي سي: «كان تأليف موسيقى «السعي إلى الذهب» ممتعاً للغاية. إنه نوع الأشياء التي تفعلها عندما لا يكون لديك حياة مهنية بعد. يا إلهي، لقد شعرت بأنني محظوظ جدًا لأن هذا الشيء دفع إيجاري لأطول فترة».

## الانتقال إلى هوليوود
حدثت نقطة تحول في مسيرة زيمر المهنية مع فيلم «رجل المطر» عام 1988. كان المخرج باري ليفينسون يبحث عن مؤلف موسيقي لتأليف موسيقى االفيلم، وسمعت زوجته الموسيقى التصويرية للفيلم المناهض للتفرقة العنصرية «عالم منفصل»، والذي قام زيمر بتأليف موسيقاه. أعجب ليفنسون بعمل زيمر وكلفه بوضع موسيقى فيلم «رجل المطر».
في ذلك الفيلم يستخدم زيمر أجهزة سانتيسايزر (غالبا أجهزة فيرلايت سي إم آي) ممزوجة بطبول معدنية. وتحدث زيمر عن ذلك الفيلم أنه «كان فيلم طريق، وعادة ما تحتوي أفلام الطريق على جيتارات من نوع جانغلي أو مجموعة من الآلات الوترية. ظللت أفكر ألا تكون الموسيقى أكبر من الشخصيات. وأن تحاول الاحتفاظ بها. شخصية ريموند لا تعرف في الواقع مكانها. العالم مختلف جدا بالنسبة له. قد يكون أيضا على سطح المريخ. فلماذا لا نبتكر الموسيقى العالمية الخاصة بنا لعالم غير موجود حقًا؟»  تم ترشيح موسيقى زيمر لفيلم «رجل المطر» لجائزة الأوسكار في عام 1989، وفاز الفيلم بأربع جوائز أوسكار بما في ذلك جائزة أفضل فيلم.
بعد عام من «رجل المطر» طُلب من زيمر أن يؤلف الموسيقى التصويرية لفيلم «القيادة لمس ديزي» للمخرج بروس بيريسفورد، والذي حصل كما فيلم «رجل المطر» على جائزة أوسكار أفضل فيلم. عزفت موسيقى الفيلم على آلات تكونت بالكامل من أجهزة سانتيسايزر وأجهزة سامبلر، وقام زيمر نفسه بالعزف عليها. وقد قال في مقابلة مع مجلة «ساوند أون ساوند» في عام 2002 أن أصوات البيانو التي تُسمع ضمن الموسيقى التصويرية للفيلم هي من أصوات بيانو إلكتروني من فئة رولاند إم كي إس 20. وقال زيمر مازحا: «لم يكن يبدو مثل البيانو، لكنه تصرف مثل البيانو».
وضع زيمر الموسيقى التصويرية لفيلم «ثيلما ولويز» من إخراج ريدلي سكوت عام 1991، وتضمنت الموسيقى العزف المميز من بيت هيكوك على الجيتار المنزلق لتيمة«طائر الرعد». وكان زيمر معجبا بهيكوك في مراهقته، وتعاونا فيما بعد في أفلام مثل «كي 2» و«منطقة الإسقاط».
ألف زيمر التيمة لفيلم «قصة رومانسية حقيقية» للمخرج توني سكوت عام 1993، وقد اقتبس تلك التيمة من موسيقى «غاسنهاور» لكارل أورف. وقد استخدمت تلك التيمة من قبل في فيلم «أرض الأشرار» عام 1973، والذي تتشابه قصته مع الفيلم الأول وتدور حول شاب وفتاة يفرون بعد ارتكابهم جريمة عنف. وقد عزفت تلك التيمة على تسع آلات ماريمبا، وبها تناقض قوي مع العنف الموجود في الفيلم.
وفي أثناء تحضيره لموسيقى فيلم «قوة الواحد» في عام 1992، سافر زيمر إلى أفريقيا لكي يستخدم أصوات الجوقات والطبول في تسجيل الموسيقى. وبسبب تلك الموسيقى اختارته شركة ديزني لتأليف موسيقى فيلم «الأسد الملك» عام 1994. وكان هذا أول فيلم رسوم متحركة يعمل عليه. وقال زيمر أنه أراد أن يذهب إلى جنوب أفريقيا ليسجل أجزاءاً من المسار الموسيقى، لكنه لم يستطع زيارة البلد، لأنه كان مدرجا على قوائم الشرطة هناك بسبب ما سموه «أفلاماً تخريبية» بعد علمه في فيلم «قوة الواحد». وقد عبر مدراء ستوديو ديزني عن خوفهم من أن يتعرض زيمر للقتل لو ذهب إلى جنوب أفريقيا، لذلك فقد كلفت ليبو إم بالسفر هناك وتسجيل أصوات الجوقات.
فاز زيمر بالعديد من الجوائز عن موسيقى فيلم «الأسد الملك» منها جائزة الأكاديمية عن أفضل موسيقى أصلية، وجائزة غولدن غلوب وجائزتي غرامي. وفي عام 1997 استخدمت الموسيقى في النسخة المسرحية من الفيلم في مسارح برودواي، وفازت المسرحية بجائزة أفضل مسرحية موسيقية في عام 1998. وفي أبريل 2012 حققت مسرحية «الأسد الملك» أعلى دخل في تاريخ مسارح برودواي على الإطلاق، بإيرادات بلغت 853,8 مليون دولار.
ألف زيمر موسيقى فيلم «المد القرمزي» من إخراج توني سكوت عام 1995، وفاز بجائزة غرامي عن التيمة الأساسية، والتي استخدم في تنفيذها آلات السانتيسايزر بدل آلات الأوركسترا التقليدية.
أما عن فيلم «الخط الأحمر الرفيع» عام 1998 فقد قال زيمر أن المخرج تيرينس ماليك أراد الموسيقى قبل أن يبدأ في تصوير الفيلم، لذلك فقد سجل ست ساعات ونصف من الموسيقى.
وبعد ذلك عمل في فيلم «أمير مصر» عام 1998 من إنتاج شركة دريم ووركس أنيميشنز. وقدم فيه أوفرا هازا وهي مغنية إسرائيلية من أصول يمنية، إلى المخرجين الذين رأوا أنها جميلة جدا، لدرجة أنهم رسموا إحدى الشخصيات في الفيلم لكي تبدوا بمثل مظهرها تماما.
وتعتبر موسيقى فيلم «الخط الأحمر الرفيع» عام 1998 أحد أهم أعمال زيمر.  وتعتبر القطعة المسماة «الرحلة إلى الخط» والتي مدتها تسع دقائق وتأتي في ذروة الفيلم وتستخدم تيمة متكررة مبنية على أربع توافقات لحنية، وتمتزج بموتيفة ساعة دقاقة، استخدمها هانز فيما بعد في العديد من أعماله الموسيقية. واستخدمت تلك القطعة الموسيقية في العديد من فيديوهات الدعاية وألعاب الفيديو، واكتسبت اسم «القطعة المحرمة» بسبب ميل صناع الأفلام لاستخدامها كموسيقى لمصاحبة المشاهد الدرامية.

## 2000 - 2012

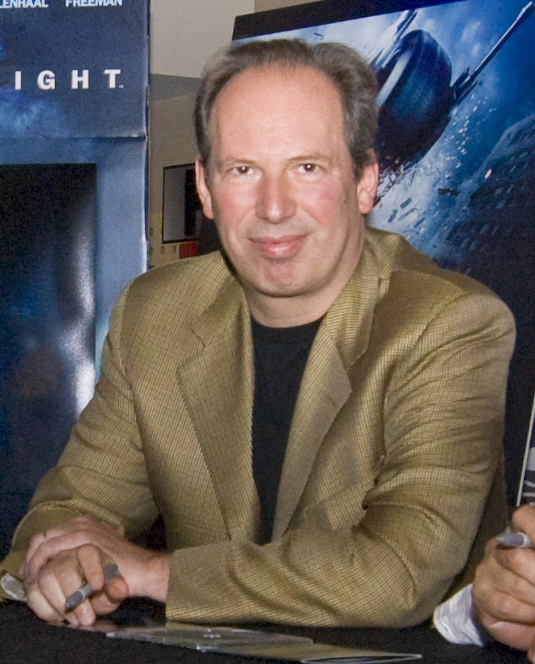
زيمر في العرض الأول لفيلم "فارس الظلام" في عام 2008

في عقد الألفينات ألف زيمر الموسيقى للعديد من أفلام هوليوود الضخمة مثل «المصارع» (2000)، «سقوط الصقر الأسود» (2001)، «هانيبال» (2001)، «الساموراي الأخير» (2003)، «حكاية سمكة قرش» (2004)، «مدغشقر» (2005)، «شفرة دافينشي» (2006)، «فيلم عائلة سيمسون» (2007)، «باندا الكونغ فو» (2008)، «ملائكة وشياطين» (2009)، «شيرلوك هولمز» (2009).
كما ألف الموسيقى لبعض أفلام بالأسبانية منها «كاسي ديفاس» و«السهل المحترق» في عام 2009. وألف التيمة الموسيقية لبرنامج الملاكمة التلفزيوني «المنافس». وتعاون مع لورن بالف في وضع موسيقى لعبة «نداء الواجب: الحرب الحديثة 2»، والتي كانت أول لعبة فيديو يضع لها الموسيقى. كما تعاون زيمر مع المؤلفين الموسيقيين بوريسلاف سلافوف وتيلمان سيليسكو لوضع موسيقى للعبة الفيديو «كرايزس 2».
وفي أكتوبر 2000 أقام زيمر حفلا موسيقيا حيا للمرة الأولى مع الأوركسترا والكورال، ضمن مهرجان فلاندرز السينمائي  الدولي السنوي رقم 27 في مدينة جنت في بلجيكا.

### الساموراي الأخير
وأثناء كتابته لموسيقى فيلم «الساموراي الأخير» شعر أن معرفته بالموسيقى اليابانية محدودة للغاية. فبدأ بعمل أبحاث مكثفة، وكما زادت معرفته زاد شعوره بأنه يعرف القليل. وفي النهاية أخذ زيمر ما ألفه إلى اليابان لأخذ النصائح، لكنه صُدم حين سأل كيف يعرف كل هذا القدر من المعرفة عن الموسيقى اليابانية.

### قراصنة الكاريبي
وأثناء تسيجله لموسيقى «الساموراي الأخير» في أوائل عام 2003، حضر إليه المنتج جيري بروكهايمر الذي كان قد عمل معه بالفعل في أفلام «المد القرمزي» و«أيام الرعد» و«الصخرة» و«بيرل هابور». وكان بروكهايمر قد انتهى من تصوير فيلم «قراصنة الكاريبي: لعنة اللؤلؤة السوداء» لكنه كان غير راض عن الموسيقى التي وضعها ألان سيلفستري، وأراد موسيقى أخرى بدلا منها. وطلب بروكهايمر من زيمر تأليف موسيقى للفيلم، لكن وبسبب ارتباطه بفيلم «الساموراي الأخير» فقد أسندت مهمة التأليف الموسيقى والإشراف الموسيقي على فيلم «قراصنة الكاريبي: لعنة اللؤلؤة السوداء» إلى كلاوس باديلت، وهو أحد زملاء زيمر في شركة «ميديا فينتشرز» التي أسسها زيمر. وقام زيمر بتأليف بعض التيمات الموسيقية التي استخدمت في الفيلم، ورغم ذلك لم يذكر اسمه على الفيلم. ثم تولى زيمر بنفسه كتابة الموسيقى للثلاث أفلام التالية في تلك السلسلة وهي «قراصنة الكاريبي: صدر رجل ميت» (2006)، «قراصنة الكاريبي: في نهاية العالم» (2007)، «قراصنة الكاريبي: في بحار غريبة» (2011)، بالتعاون مع رودريغو إي غابريلا في الفيلم الأخير.

### ثلاثية فارس الظلام
ومن أبرز الأفلام التي عمل بها زيمر أفلام «باتمان يبدأ» (2005) و«فارس الظلام» (2008) وهي من إخراج كريستوفر نولان، وتعاون في الأخير مع جيمس نيوتن هاوارد. وفي فيلم «فارس الظلام» قرر زيمر الإشارة الموسيقية إلى شخصية الجوكر بنغمة واحدة تعزف على التشيلو بأداء زميله مارتن تيلمان. وعلق زيمر قائلا: «أردت كتابة شيء يكرهه الناس بحق». ولم تترشح تلك الأفلام في الترشيحات لجائزة الأوسكار عن أفضل موسيقى تصويرية، بسبب تعدد المؤلفين المذكورين على الموسيقى. ونجح زيمر في قلب هذا القرار بعدم ترشيح «فارس الظلام» في ديسمبر 2008، محتجا بأن عملية صنع موسيقى فيلم حديثة هي عملية تعاونية، وأنه من المهم نسب الفضل إلى الذين شاركوا في لعب أدوار في تلك العملية. وشرح زيمر وجهة نظره في سبب كتابة أسماء موسيقيين آخرين معه، وذلك في حوار مع موقع ساوندتراك دوت كوم في عام 2006 قائلا:
«بالأساس كانت لدي فكرة أنه يجب أن يكون ممكنا صنع نوع من التعاون حول العمل، وأعتقد أن تشويش الألقاب – وليس باستخدام جمل مثل» أنت المؤلف الموسيقي، وأنت المعد، وأنت كاتب الأوركسترا«– فإنه يساعدنا في العمل بشكل أكثر تعاوني. ولم يكن من المهم بالنسبة لي أن يُكتب» موسيقى هانز زيمر«، وأخذ كل الفضل عن هذه الأشياء. فمثلا فيلم» المصارع«منحت ليزا جيرارد الفضل المشترك لأنها، ورغم أنها لم تكتب التيمة الأساسية، فهي بحضورها ومشاركتها كانت مؤثرة جدا. وكانت أكثر من مجرد عازف منفرد، وهذا السبب هو ما يثير الجدل حول نسب الفضل».
وألف زيمر موسيقى فيلم «نهوض فارس الظلام» وهو آخر أفلام ثلاثية «فارس الظلام» للمخرج كريستوفر نولان. وصدر الفيلم في يوليو 2012. ووصف زيمر حالته النفسية بأنها «مدمَّرة» وذلك في أعقاب كارثة القتل الجماعي في سينما أورورا في كولورادو عام 2012، والتي حدثت أثناء عرض الفيلم، وعلق قائلا: «أشعر بحزن بالغ على هؤلاء البشر». وسجل قطعة موسيقية بعنوان «أورورا» عبارة عن إعداد كورالي لتيمة موسيقية من فيلم «نهوض فارس الظلام»، لجمع تبرعات لضحايا حادثة القتل.

### شيرلوك هولمز
أما في «شيرلوك هولمز» عام 2009 فقد أوردت صحيفة «ذا ديلي فارايتي» أن زيمر اشترى بيانو غير مدوزن بمبلغ 200 دولار، واستخدمه أثناء تسجيل الموسيقى بسبب «غرابة صوته». وفي الفيلم التالي من السلسلة بعنوان «شيرلوك هولمز: لعبة الظلال» استخدم زيمر مع المخرج غاي ريتشي موسيقى رومانية أصلية، والتي أجروا عنها بحثا خلال زيارتهم سلوفاكيا وإيطاليا وفرنسا. وقام بأداء تلك الموسيقى عازفون رومانيون من الفئة الممتازة.

### ازدراع
وفي فيلم «ازدراع» في عام 2010 استخدم زيمر أداء إلكترونيا لأغنية «لا لا أندم على شيء». أما صوت البوق في الموسيقى فقد وصفه زيمر بأنه مثل «صوت أبواق ضخمة عبر مدينة كبيرة»، وأصبح ذلك الصوت سمة مميزة للفيديوهات الدعائية للفيلم. وقال: «من المضحك كيف يصبح ذلك النوع من الأشياء جزءا من روح العصر، لكنني أفترض أن الشيء المناسب الذي تتطلبه الفيديوهات الدعائية: هو شيء أيقوني يدوم أكثر من ثانية ويهز مقاعد المتفرجين في المسرح».
وفي عام 2012 ألف زيمر وأنتج الموسيقى لحفل جوائز الأوسكار الرابع والثمانين، بالاشتراك مع فاريل وليامز من شركة «ذا نبتونز». كما ألف التيمة الموسيقية لرنامج أخبار «إيه بي سي وورلد نيوز».

## 2012 إلى اليوم
اشترك زيمر في تأليف موسيقى المسلسل التلفزيوني «الكتاب المقدس» الذي بدأ بثه في مارس 2013، بالاشتراك مع لورن بالف وليزا جيرارد. كما وضع موسيقى فيلم «اثنا عشر عاما من العبودية» والذي فاز بجائزة أوسكار لأفضل فيلم في مارس 2014.
كما ألف «أنشودة تومورولاند» لمهرجان تومورولاند للاحتفال بالذكرى العاشرة لتأسيسه في يوليو 2014.
ألف زيمر موسيقى فيلم «سبايدرمان المذهل 2» عام 2014، بالاشتراك مع ما يعرف بالعظماء الستة وهم فاريل وليامز، جوني مار، مايكل إينزيغر، جانكي إكس إل، أندرو كوجنسكي، ستيف مازاروا.
وفي عام 2014 ألف موسيقى فيلم «بين النجوم» للمخرج كريستوفر نولان، والتي ترشحت لجائزة الأوسكار لأفضل موسيقى أصلية. وتعاون مع جانكي إكس إل لتأليف موسيقى فيلم «باتمان ضد سوبرمان: فجر العدالة». وقال زيمر في لقاء مع بي بي سي نيوز في مارس 2016 أنه لن يؤلف موسيقى مرة أخرى لأفلام الأبطال الخارقين، قائلا عن هذا الفيلم: «كان من  الصعب جدا علي أن أحاول إيجاد لغة جديدة».
وألف زيمر التيمة الرئيسية للفيلم التسجيلي «كوكب الأرض 2» من إنتاج شبكة بي بي سي عام 2016، ومن تقديم دافيد أتنبورو. وفي العام التالي ألف موسيقى الفيلم التسجيلي «الكوكب الأزرق 2» من إنتاج البي بي سي أيضا، بالاشتراك مع جيكوب شيا ودافيد فليمنغ ومن تقديم دافيد أتنبورو أيضا.
وفي عام 2016 ألف التيمة الرئيسية للمسلسل التاريخي «التاج» من إنتاج شبكة نتفليكس. وأصدر في عام 2016 دورة تعليمية على الإنترنت حول أساسيات تأليف الموسيقى التصويرية للأفلام.
وفي عام 2017 وضع موسيقى فيلم «دانكرك» للمخرج كريستوفر نولان، معتمدا على تسجيل لساعة دقاقة أعطاه له نولان.
كما عمل على فيلم «بليد رانر 2049» للمخرج دينيس فيلينوف، وتولى زيمر ذلك العمل بالاشتراك مع بنجامين وولفيش، بعدما تركه المؤلف الموسيقي يوهان يوهانسون.
وفي عام 2018 ألف زيمر الموسيقى للافتتاح التلفزيوني لبطولة كأس العالم لكرة القدم 2018 في روسيا تحت عنوان «عيش كرة القدم». وفي عام 2018 أعاد زيمر توزيع نشيد دوري الأبطال (شامبيونز ليغ) الأوروبي بالاشتراك مع مغني الراب فينس ستبلز، لصالح لعبة الفيديو «فيفا 19» والتي استخدمت أيضا في الفيديو الدعائي للعبة.
ووضع الموسيقى لفيلم «العنقاء السوداء» من إخراج سيمون كينبرغ، مخالفا تصريحاته عام 2016 بأنه لن يؤلف موسيقى لفيلم بطل خارق بعد فيلم «باتمان ضد سوبرمان: فجر العدالة».
وفي عام 2019 ألف الموسيقى لفيلم الإعادة لفيلم «الأسد الملك» من إنتاج ديزني وإخراج جون فافرو، وهو بتقنية الرسوم المتحركة باستخدام الصور الواقعية.
وفي 22 أغسطس 2018 أعلن أن زيمر سيتولى تأليف موسيقى فيلم «المرأة الخارقة 1984». كما أعلن في 18 مارس 2019 أنه سيألف موسيقى فيلم «كثيب» من إخراج دينيس فيلينوف.
وفي يونيو 2019 كلف زيمر بوضع أصوات لسيارة من إنتاج شركة بي إم دابليو باسم «فيجن إم نيكست».
وفي عام 2020 ألف زيمر موسيقى فيلم «مرثاة هيلبيلي» للمخرج رون هاوارد. وفي 6 يناير 2020 أعلن أنه سيتولى وضع موسيقى فيلم «لا وقت للموت» من سلسلة أفلام جيمس بوند، بعد أن ترك الفيلم في وقت سابق المؤلف الموسيقي دان رومر.
وفي 26 فبراير أصدر دوري كرة القدم للكبار أنشودة لموسمه الخامس والعشرين من تأليف زيمر.
كما ألف زيمر الموسيقى التصويرية لفيلم «كثيب» الذي صدر في عام عام 2021، وحصل بسببه على جائزة أوسكار ثانية في عام 2022.

## الحياة الشخصية
أولى زوجاته كانت العارضة فيكي كارولين وأنجب منها ابنة. وزوجته الثانية هي سوزان زيمر وتطلقا رسميا في 3 أبريل 2020، وأنجب منها ثلاثة أطفال.
وكشف زيمر في حوار في مايو 2014 أن نشأته كانت صعبة في ألمانيا ما بعد الحرب لكونه يهودي، وقال: «أعتقد أن والدي كانا قلقين من أن أخبر الجيران أننا يهود».

## جوائز
تلقى زيمر العديد من الجوائز والتكريمات، منها جائزة إنجاز العمر في التأليف الموسيقي من المجلس الوطني للمراجعة، وجائزة فردريك لو في عام 2003 من مهرجان بالم سبرينغز السينمائي، وجائزة هنري مانسيني لإنجاز العمر من الجمعية الأمريكية للملحنين والمؤلفين والناشرين، وجائزة ريتشارد كيرك لإنجاز العمر من مؤسسة بي إم آي في عام 1996.

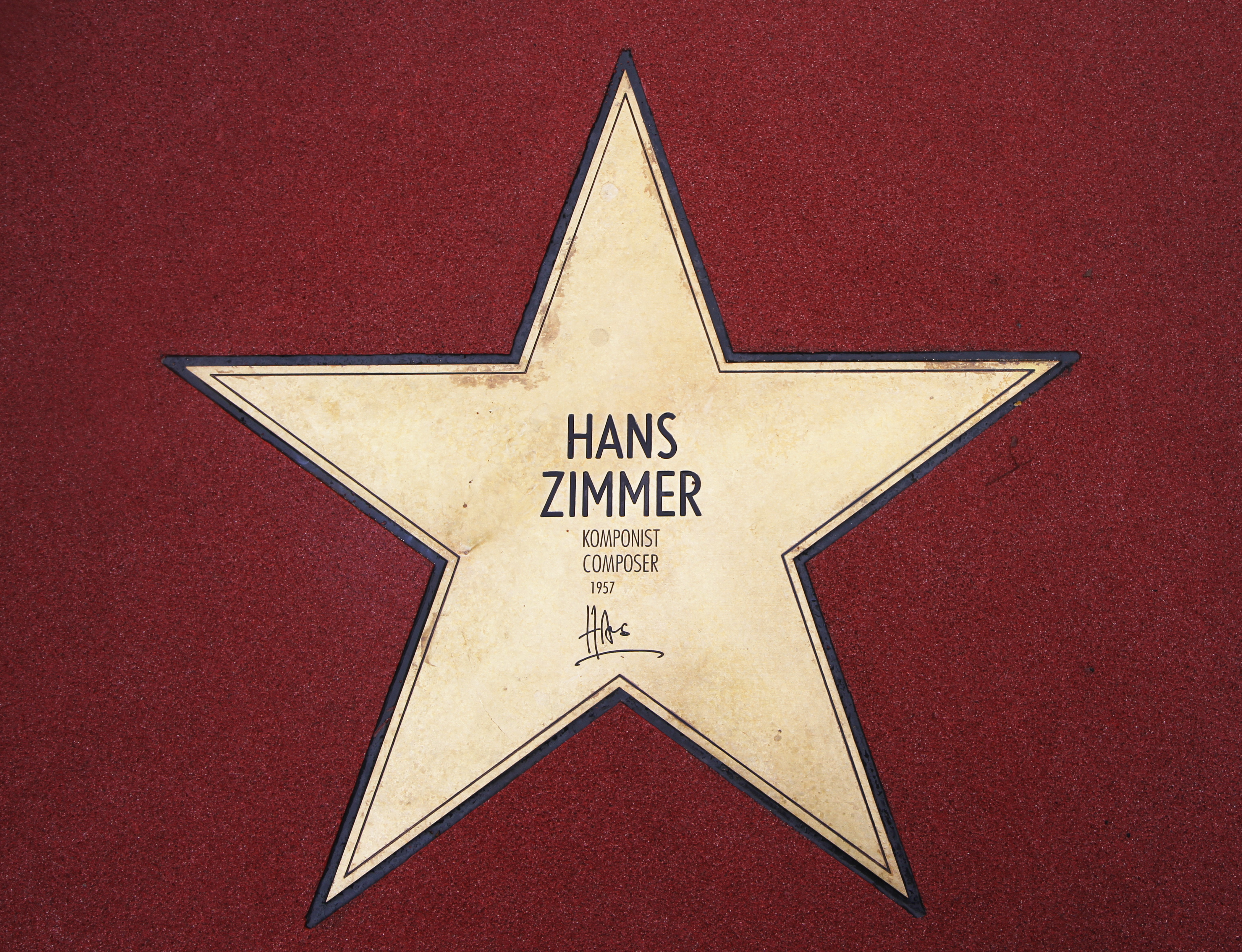
نجمة زيمر في "جادة النجوم" في برلين

وفي ديسمبر 2010 حصل على نجمة في ممر الشهرة في هوليوود. وأهدى الجائزة إلى ناشره وصديقه المقرب روني تشيسن، التي قتل بالرصاص في بيفرلي هيلز في الشهر السابق.
وفي عام 2016 كان من الفائزين بميدالية ستيفن هوكنغ للتواصل العلمي.
وفي نوفمبر 2017 أطلق اسمه على كويكب في حزام الكويكبات بين المريخ والمشترى، اكتشفه عالما الفلك البولنديين ميشال كوسياك وميشال زولنوفسكي.
وترشح زيمر اثني عشرة مرة لجائزة الأوسكار لأفضل موسيقى أصلية حتى عام 2018، وفاز بها مرتان، الأولى في عام 1994 عن موسيقى فيلم «الأسد الملك»، والثانية عن فيلم «كثيب» في عام 2022.
وفي 2 أكتوبر 2018 حصل زيمر على وسام الاستحقاق من جمهورية ألمانيا الاتحادية.
وفي عام 2019 منح لقب «أسطورة ديزني».
جوائز الأكاديمية
- 1988: رجل المطر (مرشح – جائزة الأوسكار لأفضل موسيقى أصلية)
- 1994: الأسد الملك (فاز – جائزة الأوسكار لأفضل موسيقى أصلية)
- 1996: زوجة الواعظ (مرشح – جائزة الأوسكار لأفضل موسيقى أصلية)
- 1997: أفضل ما يمكن حصوله (مرشح – جائزة الأوسكار لأفضل موسيقى أصلية)
- 1998: أمير مصر (مرشح – جائزة الأوسكار لأفضل موسيقى أصلية)
- 1998: الخط الأحمر الرفيع (مرشح – جائزة الأوسكار لأفضل موسيقى أصلية)
- 2000: المصارع (مرشح – جائزة الأوسكار لأفضل موسيقى أصلية)
- 2009: شيرلوك هولمز (مرشح – جائزة الأوسكار لأفضل موسيقى أصلية)
- 2010: بداية (مرشح – جائزة الأوسكار لأفضل موسيقى أصلية)
- 2014: بين النجوم (مرشح – جائزة الأوسكار لأفضل موسيقى أصلية)
- 2017: دانكرك (مرشح – جائزة الأوسكار لأفضل موسيقى أصلية)
- 2022: «كثيب» (فاز - جائزة الأوسكار لأفضل موسيقى أصلية)

جوائز غولدن غلوب
- 1995: الأسد الملك
- 2001: المصارع (بالاشتراك مع ليزا جيرارد)
- 2022: «كثيب»

جوائز غرامي
- 1995: الأسد الملك (أفضل إعداد موسيقي مع أصوات مصاحبة)
- 1995: الأسد الملك (أفضل ألبوم موسيقي للأطفال)
- 1996: المد القرمزي
- 2009: فارس الظلام (بالاشتراك مع جيمس نيوتن هاوارد)

جائزة ستالايت
- 1998: الخط الأحمر الرفيع
- 2001: المصارع
- 2003: الساموراي الأخير
- 2011: ازدراع
- 2022: «كثيب»

جوائز ساتيرن
- 2009: فارس الظلام (بالاشتراك مع جيمس نيوتن هاوارد)
- 2011: ازدراع
- 2014: بين النجوم

جوائز بريت الكلاسيكية
- 2008: فارس الظلام (بالاشتراك مع جيمس نيوتن هاوارد)
- 2013: أفضل مؤلف موسيقي للعام (عن «نهوض فارس الظلام» و«رجل من فولاذ»)
- 2013: المساهمة المتميزة في الموسيقى بالاشتراك مع ريموند ويل

جوائز جمعية نقاد السينما في واشنطن
- 2011: ازدراع
- 2013: اثنا عشر عاما من العبودية

جوائز جمعية نقاد السينما
- 2000: المصارع

جوائز جمعية نقاد السينما في دالاس فورت وورث
- 2014: بين النجوم
- 2022: «كثيب»

جوائز وورلد ساوندتراك
- 2011: ازدراع

ميدالية ستيفن هوكينغ
- 2016: بين النجوم

## مواضيع متعلقة
- جائزة الأوسكار لأفضل موسيقى تصويرية

## وصلات خارجية
- هانز زيمر على موقع IMDb (الإنجليزية)
- هانز زيمر على موقع مونزينجر (الألمانية)
- هانز زيمر على موقع ألو سيني (الفرنسية)
- هانز زيمر على موقع ميوزك برينز (الإنجليزية)
- هانز زيمر على موقع رولينغ ستون (الإنجليزية)
- هانز زيمر على موقع تيرنر كلاسيك موفيز (الإنجليزية)
- هانز زيمر على موقع أول موفي (الإنجليزية)
- هانز زيمر على موقع بوكس أوفيس موجو (الإنجليزية)
- هانز زيمر على موقع قاعدة بيانات برودواي على الإنترنت (الإنجليزية)
- هانز زيمر على موقع قاعدة بيانات الأفلام السويدية (السويدية)